# Karače
Karaçë en albanais et Karače en serbe latin (en serbe cyrillique : Караче) est une localité du Kosovo située dans la commune/municipalité de Vushtrri/Vučitrn et dans le district de Mitrovicë/Kosovska Mitrovica. Selon le recensement kosovar de 2011, elle compte 192 habitants, tous albanais.

## Démographie

### Évolution historique de la population dans la localité
| 1948 | 1953 | 1961 | 1971 | 1981 | 1991 | 2011 |
| ---- | ---- | ---- | ---- | ---- | ---- | ---- |
| 188  | 225  | 268  | 304  | 293  | 345  | 192  |

|  |

## Personnalité
Le général croate Rahim Ademi, né en 1954, est originaire du village.